# Kestanelik, Ayvacık
Kestanelik là một xã thuộc huyện Ayvacık, tỉnh Çanakkale, Thổ Nhĩ Kỳ. Dân số thời điểm năm 2011 là 74 người.